# Mitre

mitreのロゴ

mitre  Sports International（マイター、イタリア語読みは「ミトラ」）は、スポーツ用品のブランドである。

## 概要・歴史
1817年にイギリス中部ヨークシャーのハダースフィールドでベンジャミン・クルークによってなめし皮工場として設立。司教冠という意味のブランド名をモチーフにロゴが作成された世界最古のボールメーカーである。世界3大ボールメーカーのひとつに数えられ、ヨーロッパを中心にその名は広くサッカー、ラグビー愛好家にとどまらず知られている。世界最古のカップ戦と言われるFAカップを公式球のボールサプライヤーとして1966年から2006年まで実に40年間もの長期に渡り支え続けた。
1880年当時革で作られる事が一般的だったボールに、独自の高度な革加工技術を応用しサッカーボール、ラグビーボールの開発・生産を開始。続いてボクシンググローブやクリケット用グラブ等も商品化し、ボールメーカーとしての地位を確立する。
1888年プレストン・ノースエンドがmitreのボールを使ってフットボールリーグ最初のリーグチャンピオンとFAカップを獲得した。
1889年靴底に金属のブレードが付いたスパイク付きサッカーシューズを世界で初めて作製。mitreが手掛ける革製品の評価は高く、その技術は紳士靴にも反映され、イングランドだけでなく世界のあらゆる場所にて生産されることになった。靴作りに於いても革新的な技術力を持ち、その製法はヨーロッパを超えて世界中のシューズメーカーに広く影響を与えた。
1950年18面のサッカーボールの主流を作り、英国市場から世界市場へと進出。その後、世界で最初にFIFA公認を得たボールメーカーとなった。現在の白をベースとしたものではなく、なめし皮特有の光沢を持った茶色のボールが当時は主流だった。
1959年にはテニスラケット、クリケット用具、スポーツ用レザーバッグ等の品目を追加。
1966年スコットランド出身のストライカー、デニス・ローのサポートを開始。ボビー・チャールトンやジョージ・ベストらと共に、マンチェスター・ユナイテッドの黄金時代を築いた。当時の人気選手の足元を支えた。イングランド代表公式試合球のサポートをスタート。
1978年“世紀の一戦”プロボクシングのモハメッド・アリとレオン・スピンクスのヘビー級マッチでアリのスポンサーになりグローブやシューズをテクニカルサプライヤーとして作成。これによって、mitreブランドが全米に波及した。
1992年FAプレミアリーグの公式球となる。
1995年スポーツ・アウトドア・ファッションブランドを多く抱えるPentlandグループに加わり、世界55か国で販売される。
1998年スコットランドプレミアリーグの公式球となる。
2005年本社社屋をロンドンへ移す。同年春から日本での販売を本格的にスタートさせる。
2006年Jリーグ・ディビジョン2の水戸ホーリーホックとサプライヤー契約を締結。
2007年チャンピオンシップ、フットボールリーグ1、フットボールリーグ2、からなるイングランド・フットボールリーグの公式球契約を2011年まで更新。イングランドフットボールリーグ・イプスウィッチ・タウンFCとユニフォームサプライヤー契約を締結。

## ボールの特徴
mitreのサッカーボールの内部の素材には天然ラテックスチューブ（柔らかでよく伸びる）が多く用いられている。またチューブは天然、人工にかかわらず、小さめに作られているため、少量の空気を入れるだけで真球（きれいな球体）になりやすい。
上級機種にはヘソのくびれ部分に挟み込んだ布が貼り付けてあり、剥がれ落ちる心配がなく、ヘソの反対側にバランサーをつけることで重量バランスをとっている。
マイターの代表的なパネル枚数は基本型の18枚と上級モデルに使われる26枚。一般的な亀甲型（五角形と六角形）は円形にしやすいが、パネルの形状が違うため真球にはならないことと、縫い目が多くなるため正しいレスポンスが期待しにくいことが課題となる。縫い目を減らすとともに真球に近づけるため、mitre独自のパネル形状を使用している。
「天然ブチル（人工）」を使用することによりよく弾み、よく飛ぶことが長所。反面、ボールを蹴るポイントが少しでもずれるとまっすぐに飛びにくく、正確なトラップ、シュートがプレイヤーに要求されてしまうが、その分上達も早くなるということである。

## 日本での展開
2004年から日本で代理店契約が始まり、ヨーロッパのボール文化を日本で初めて株式会社ロイヤル（本社：名古屋）が営業・販売する事になる。2006年からJリーグ・水戸ホーリーホックのテクニカルスポンサーを2年契約で開始。2009年には奈良クラブとユニフォーム契約を結ぶ。
2013年、イミオが 「mitre」ブランドを管轄する英国ペントランド社から、ブランドの独占販売権を獲得。鹿児島ユナイテッドFCを含む、各クラブへのユニホーム供給の他、独自デザインによるウェアの販売等を展開。2015年からは、Fリーグとオフィシャルレフェリースポンサーの契約を締結。
2017年、英国ペントランド社とイミオでのライセンス契約が2017年12月末日で満了することに伴い、「mitre」ブランド商品の製造・販売を、2017年12月末日で終了することを発表した。
過去の契約クラブ
- J2リーグ
  - 水戸ホーリーホック : 2006年 - 2011年
  - 松本山雅FC : 2007年 - 2010年
- J3リーグ
  - FC琉球 : 2014年 - 2016年
  - 鹿児島ユナイテッドFC : 2014年 - 2017年
- JFL
  - 奈良クラブ : 2009年 - 2011年
  - FC大阪 : 2016年 - 2017年
- 関東サッカーリーグ
  - 東京23フットボールクラブ : 2015年 - 2017年
  - 栃木ウーヴァFC : 2016年 - 2017年